# Notolibellula
Notolibellula is een geslacht van libellen (Odonata) uit de familie van de korenbouten (Libellulidae).

## Soorten
Notolibellula omvat 1 soort:
- Notolibellula bicolor Theischinger & Watson, 1977